# Marçal Cervera i Millet
Marçal Cervera i Millet (Santiago de Cuba, 26 de juliol de 1928 - Begur, 20 de setembre de 2019) fou un violoncel·lista i gambista català.
Fill d'Ernest Cervera i Astor, va estudiar a Barcelona amb el seu oncle, Lluís Millet i Farga i Joan Massià i Prats i va completar la seva formació a Itàlia amb Gaspar Cassadó i a París amb Paul Tortelier.
Va ser membre del Collegium Musicum de Zuric sota la direcció de Paul Sacher i del Musikkollegium Winterthur, així com violoncel·lista principal de l'Orchestre de Chambre de Lausanne. Des de 1963 va exercir com a violoncel·lista principal i membre de grups de cambra de tot el món, com ara a Europa, Canadà, Mèxic, Sud-àfrica, Orient Mitjà i Corea del Sud. Va realitzar enregistraments per a la ràdio i segells discogràfics, incloent-hi les Sonates per a violoncel de Bach amb Rafael Puyana o les Recercades de Diego Ortiz amb Christiane Jaccottet. Des de 1999 fou membre del Beethoven Piano Quartet.
Des de la dècada de 1970, Cervera va ensenyar durant vint anys a les escoles superiors de música de Friburg i Lausana. Ha tingut entre els seus deixebles na Anna Comellas Vila-puig, filla de Gonçal Comellas., pàgs. 226/27.
És germà de la també violinista famosa Montserrat Cervera i Millet.